# Aleuropteryx multispinosa
Aleuropteryx multispinosa is een insect uit de familie van de dwerggaasvliegen (Coniopterygidae), die tot de orde netvleugeligen (Neuroptera) behoort. 
De wetenschappelijke naam Aleuropteryx multispinosa is voor het eerst geldig gepubliceerd door Meinander in 1998.